# Luciano Lucignani
Luciano Lucignani, né le 11 janvier 1922 à Rome (Latium) et mort le 11 octobre 2008 dans la même ville, est un metteur en scène, réalisateur et scénariste italien.

## Biographie
Après son baccalauréat classique, il s'inscrit à l'Académie nationale d'art dramatique Silvio-D'Amico de Rome et se consacre principalement au théâtre, où il présente dès 1949 une mise en scène très remarquée, Dommage qu'elle soit une putain (avec Raoul Grassilli et Giorgio Albertazzi dans les rôles principaux) de l'écrivain britannique John Ford. Au fil des années, il remporte de nombreux autres succès sur scène, notamment Mère Courage et ses enfants de Bertolt Brecht, La Mandragore de Nicolas Machiavel, l'Orestie d'Eschyle ou Un amore a Roma d'Ercole Patti. Ses compagnons de l'époque sont Vittorio Gassman, Luciano Salce, Vittorio Caprioli, Adolfo Celi et Mario Landi.
Dans l'après-guerre, culturellement engagé dans le Parti communiste italien, il se consacre à la mise en scène et à la critique théâtrale : dans les années 1950, il fait partie de la rédaction du journal L'Unità, aux côtés de Tommaso Chiaretti (it), qui se consacre à la critique cinématographique. Il monte des scénarios et met en scène des spectacles, auxquels il participe également en tant qu'acteur ; en 1955, il est co-auteur de la pièce et en 1957 co-scénariste du film Kean de Gassman et, en 1969, auteur, réalisateur et acteur aux côtés de Celi et de Gassman dans le film autobiographique L'Alibi.
Il a été le fondateur et le directeur jusqu'à sa mort de l'Accademia d'arte drammatica della Calabria (it), dont le siège se trouvait à Palmi. Lucignani a réalisé de nombreuses contributions pour des programmes culturels de la Rai.
En 2002, le gouvernement italien lui a accordé une contribution extraordinaire à vie (loi Bacchelli) pour ses mérites culturels.
Il meurt à Rome en octobre 2008.

## Filmographie

### Réalisateur
- 1962 : Les Amours difficiles (L'amore difficile), coréalisé avec Alberto Bonucci, Nino Manfredi et Sergio Sollima, segment L'avaro
- 1966 : Les Nuits facétieuses (Le piacevoli notti), coréalisé avec Armando Crispino
- 1969 : L'Alibi, coréalisé avec Vittorio Gassman et Adolfo Celi
- 1969 : 12 + 1 (Una su 13), coréalisé avec Nicolas Gessner

### Scénariste
- 1957 : Suprême Confession (Suprema confessione) de Sergio Corbucci
- 1957 : Kean de Vittorio Gassman
- 1968 : La Contestation (L'età del malessere) de Giuliano Biagetti
- 1969 : Les Allumeuses (Interrabang) de Giuliano Biagetti
- 1969 : L'Alibi de lui-même, Vittorio Gassman et Adolfo Celi
- 1975 : Un prete scomodo (it) de Pino Tosini
- 1977 : Caresses bourgeoises (Una spirale di nebbia) d'Eriprando Visconti
- 1980 : Irma la dolce, spectacle musical de Vito Molinari